# Oluseyi Smith
Oluseyi “Seyi” Smith (né le 21 février 1987 à Ile-Ife au Nigeria) est un athlète canadien, spécialiste du sprint, ainsi qu'un bobeur.

## Biographie
Il réside à Ottawa. Son record personnel est de 10 s 23 aux BUCS Championships à Bedford.
Aux Jeux olympiques de Londres, Smith fait partie de l'équipe canadienne du relais 4 × 100 m en compagnie de Gavin Smellie, Jared Connaughton et Justyn Warner. Le quatuor canadien se qualifie pour la finale et cause la surprise en terminant troisième. Les Canadiens célèbrent alors leur médaille de bronze mais déchantent quelques minutes plus tard lorsque les officiels de la course annoncent leur disqualification. Ils jugent en effet que Connaughton a touché du pied la ligne intérieure de son couloir dans le dernier virage. La médaille de bronze est finalement attribuée à l'équipe de Trinité-et-Tobago.
Il participe à l'épreuve de bob à quatre de bobsleigh aux Jeux olympiques d'hiver de 2018.

## Performances
Ses meilleurs temps sont :
- 100 mètres : 10 s 23, réalisé à Bedford en mai 2009 (+2,0 m/s), amélioré de 1/100e, en 10 s 22 à Calgary le 29 juin 2012 (+ 1,0 m/s)
- 200 mètres : 20 s 89, réalisé trois jours après avec -1,0 m/s, dans la même ville, amélioré en 20 s 85 à Atlanta le 15 mai 2010 (-0,7 m/s).

Il permet au relais canadien 4 × 100 m de se qualifier pour la finale des Championnats du monde à Berlin, en 38 s 60.